# Tempo di trombina
Il tempo di trombina (TT o TCT, da thrombin clotting time) è un test del fattore di coagulazione del sangue, utilizzato per identificare il livello terapeutico dell'eparina, per valutare la presenza di anticoagulanti circolanti, per riconoscere specificatamente le anomalie che riguardano la reazione trombina-fibrinogeno ed infine per monitorizzare la terapia fibrinolitica. Il tempo di trombina misura il tempo impiegato dal plasma a coagulare quando al campione di sangue in esame sia stato aggiunto un eccesso di trombina. 
Questa prova viene ripetuta con del plasma ottenuto da pazienti normali. 
La differenza di tempo di coagulazione tra il campione di plasma in esame ed il campione "normale" indica un'anomalia nella conversione del fibrinogeno (una proteina solubile) in fibrina (una proteina insolubile).
Infatti l'aggiunta al campione di un eccesso di trombina elimina l'importanza di tutte le fasi coagulative antecedenti alla sua formazione e fa sì che il test sia sensibile unicamente alla variabile fibrinogeno ed alla variabile eparina-cofattore.
Il deficit di fibrinogeno può essere distinto dalla presenza di un inibitore ripetendo la misurazione del TT dopo aver aggiunto una piccola quantità di plasma normale al plasma del paziente.
Nei pazienti in trattamento con eparina anziché il tempo di trombina si può ricorrere alla misura del tempo di reptilasi (una sostanza estratta dal veleno di serpente), ad azione simile alla trombina, che però non è sensibile alla influenza dell'eparina

## Procedura
All'interno del gruppo dei test di coagulazione, il tempo di trombina di coagulazione è certamente una delle procedure più semplici da effettuare. Una volta sottoposto il sangue intero a centrifugazione al fine di separarne il plasma, un eccesso di trombina bovina viene aggiunta al campione di plasma così ottenuto. Si forma così il coagulo che viene rilevato otticamente o meccanicamente da un apposito strumento per la coagulazione.
Il tempo trascorso dal momento della aggiunta di trombina fino alla formazione del coagulo viene registrato dallo strumento e prende il nome di tempo di trombina.

## Caratteristiche del campione di sangue
Il tempo di trombina viene misurato prelevando un campione di sangue periferico del paziente in esame. Il sangue intero viene quindi posto in una provetta contenente come additivo del citrato o dell'ossalato, che agiscono come anticoagulanti legando gli ioni calcio presenti nel campione. Come per altri test di coagulazione, la provetta non deve essere eccessivamente ma neppure troppo poco riempita per assicurare il corretto rapporto tra anticoagulante e sangue: 1 parte di anticoagulante per 9 parti di sangue.

## Intervallo di riferimento
L'intervallo di riferimento del tempo di trombina è in genere fra i 24 ed i 35 secondi, con ampia variabilità a seconda del metodo utilizzato e della popolazione di riferimento.
Il prolungamento del tempo di trombina indica un difetto nell conversione del fibrinogeno in fibrina.

## Aumento del tempo di trombina
Il tempo di trombina aumenta nel caso di:
- Bassi livelli di fibrinogeno (<50 mg/dl)
- Disfibrinogenemia: fibrinogeno anomalo
- Aumento dei prodotti di degradazione della fibrina (FDPs): ad esempio coagulazione intravascolare disseminata
- Uso di eparina
- Azione di agenti fibrinolitici: streptochinasi, urochinasi, attivatori tissutali del plasminogeno (t-PA) come l'alteplase od il tenecteplase.
- Amiloidosi primaria sistemica[1][5][6][7]